# Baghal (stato)
Lo Stato di Baghal fu uno stato principesco del subcontinente indiano, avente per capitale la città di Arki.

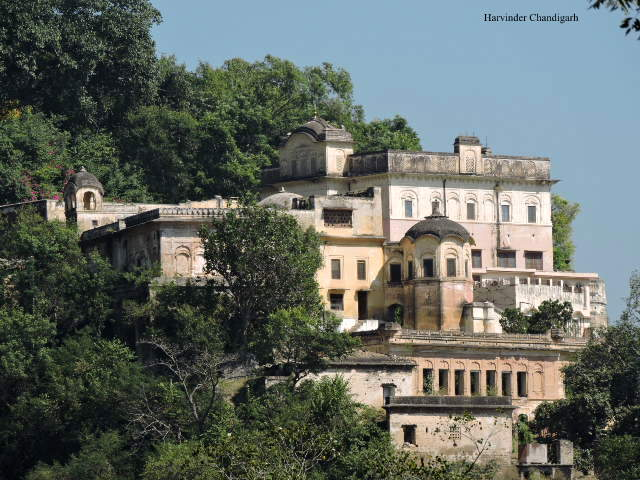
Il palazzo di Arki, capitale del principato di Bhagal

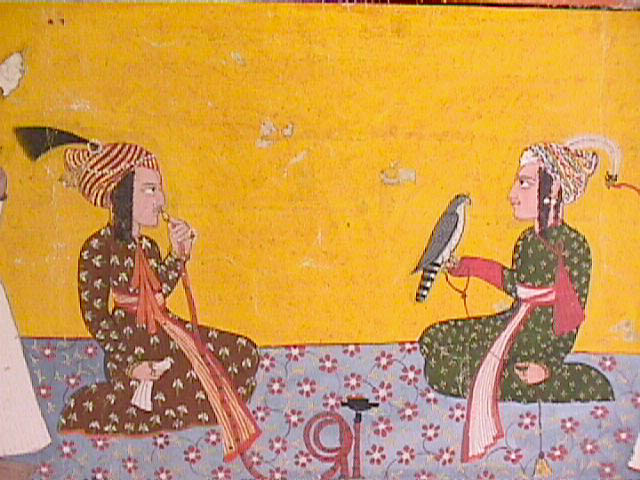
Il rana Mehar Chand di Baghal seduto con Jai Singh di Kulu. Prima metà del XVIII secolo.

## Storia
Lo stato di Baghal venne fondato nel 1643 e venne governato dalla dinastia dei rajput. Dopo essere divenuto un protettorato britannico nella prima metà dell'Ottocento, cessò di esistere nel 1947 quando divenne parte dell'India repubblicana.

### Regnanti
I regnanti dello stato di Baghal portavano il titolo di Raja dal 1860 in poi su concessione del governo britannico. In precedenza avevano avuto il titolo di Rana.

#### Rana
- 1670 - 1727 Prithvi Chand                      (m. 1727)
- 1727 - 1743 Mehar Chand                        (m. 1743)
- 1743 - 1778 Bhup Chand                         (m. 1778)
- 1778 - 1805 Jagat Singh (1ª volta)             (m. 1828) (esiliato a Nalagarh 1805 - 1815)
- 1805 - 1815 occupazione da parte del Nepal
- 3 settembre 1815 - agosto 1828 Jagat Singh (2ª volta)             (s.a.)
- 1828 - 16 gennaio 1840 Shiv Saran Singh                   (n. 1793 - m. 1840)
- 1840 - 12 marzo 1875 Kishan Singh                       (n. 1817 - m. 1877) (titolo personale di raja dal 1860)

#### Raja
- 12 marzo 1875 – 23 luglio 1877 Kishan Singh                       (s.a.)
- 23 luglio 1877 – 12 ottobre 1877 Moti Singh                         (m. 1877)
- 1877 - 1904 Dhian Singh                        (n. 1842 - m. 1904)
- 23 aprile 1904 -  3 ottobre 1922 Bikram Singh                       (n. 1893 - m. 1922)
- 3 ottobre 1922 – 21 dicembre 1945 Surendra Singh                     (n. 1909 - m. 1945)
- 21 dicembre 1945 – 15 agosto 1947 Rajendra Singh                     (n. 1928 - m. 2010)

## Gallery

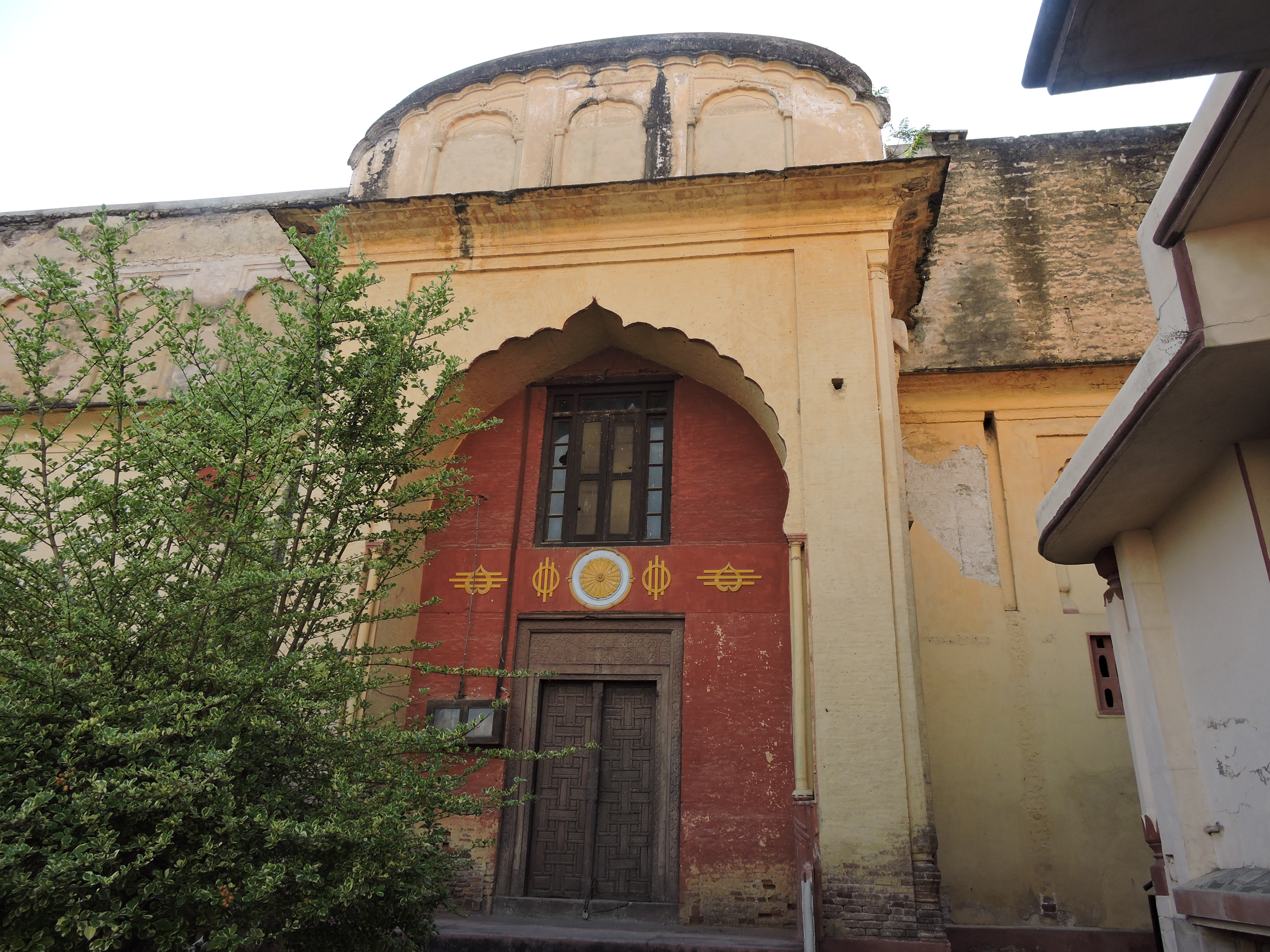
Il palazzo di Arki
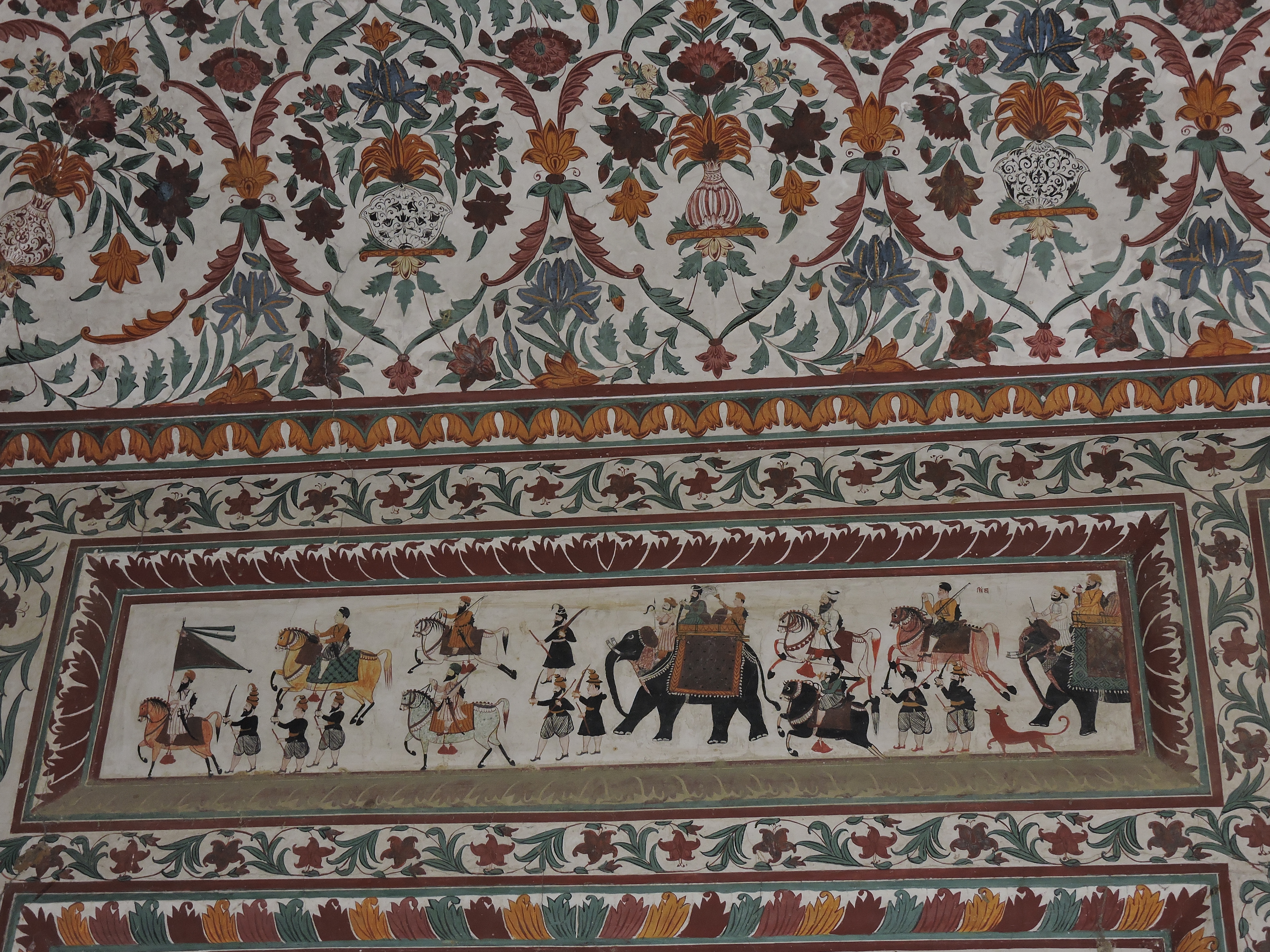
Decorazioni interne del palazzo
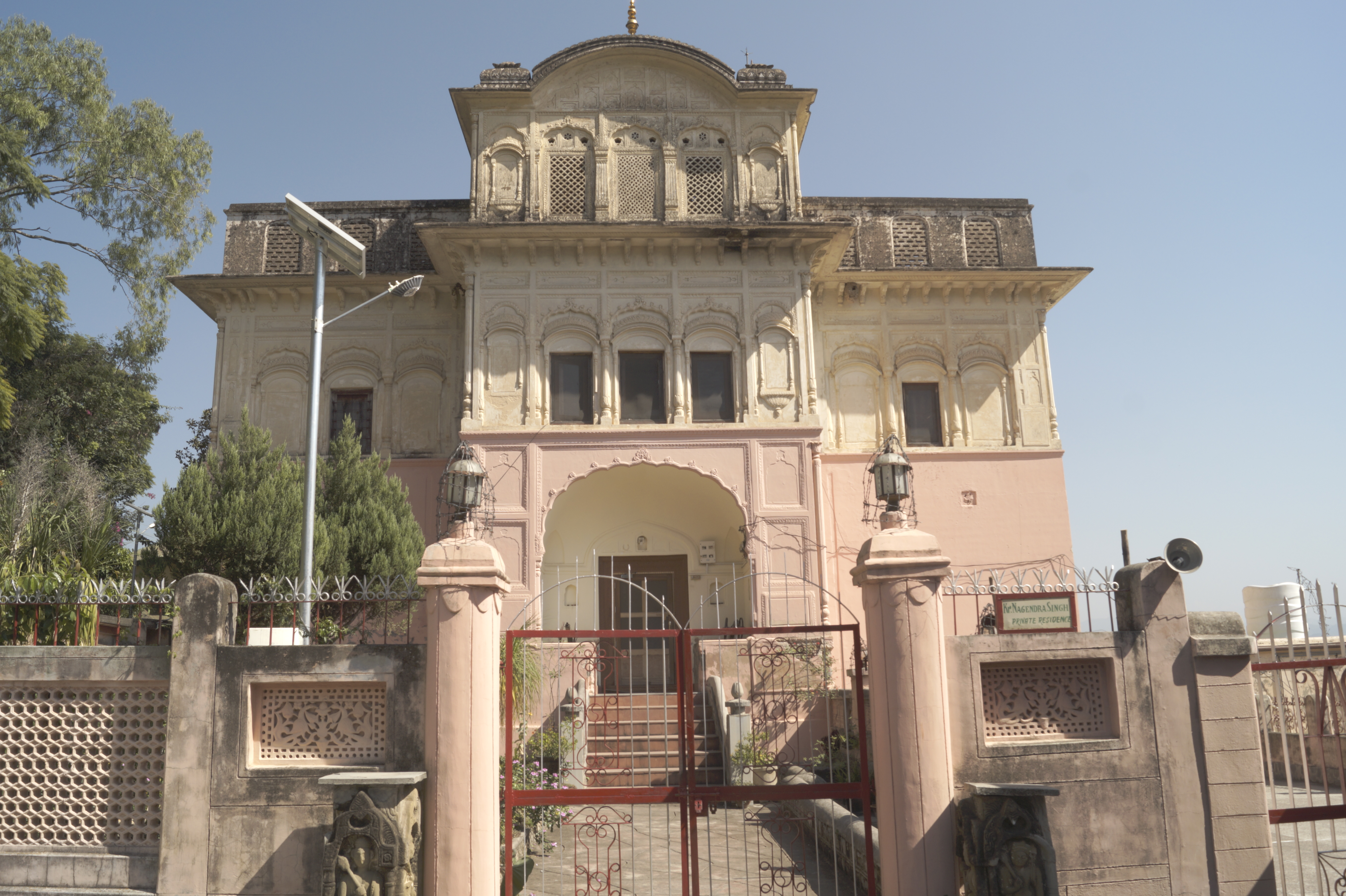
Parte del palazzo di Arki, oggi residenza degli eredi dei raja locali
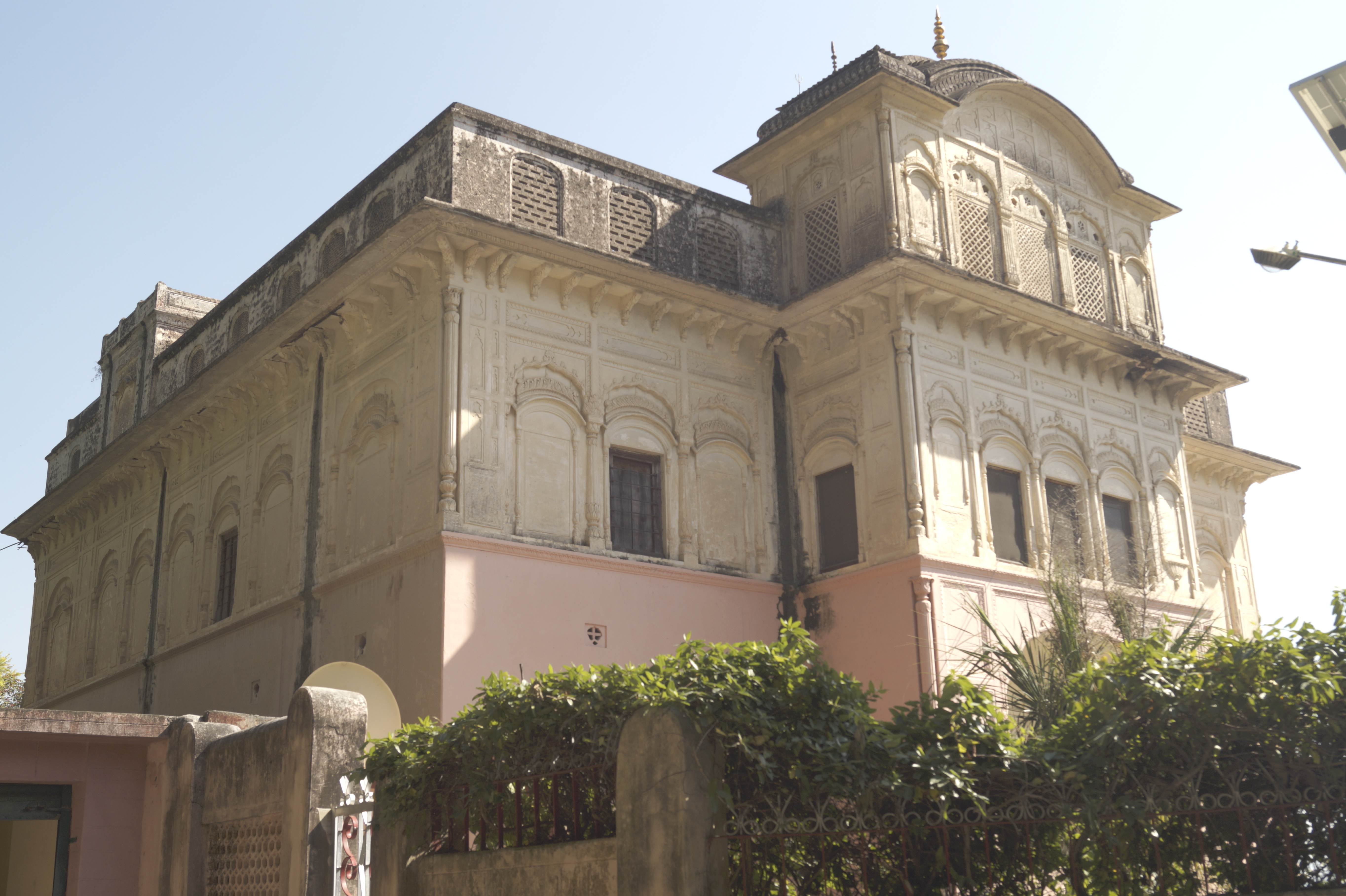
Veduta del palazzo di Arki
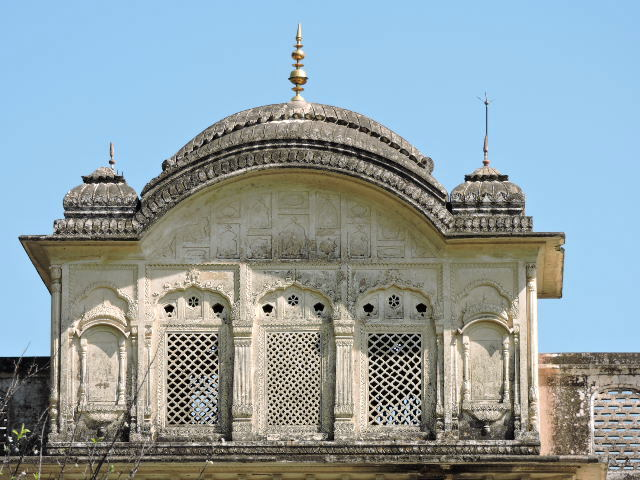
Particolare del tetto del palazzo
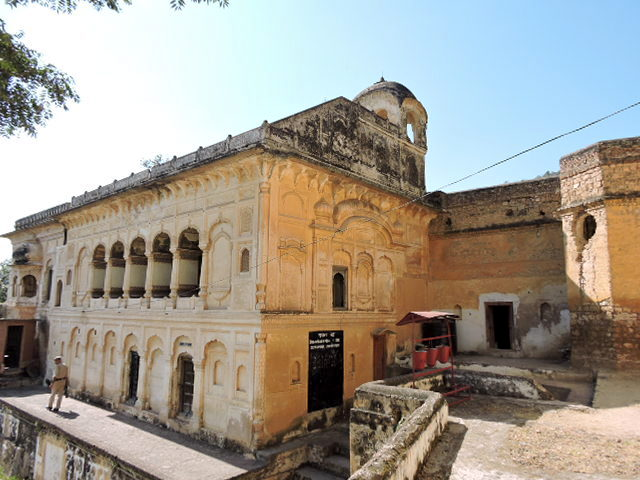
Il Diwan E Aam, la sala dell'assemblea generale locale
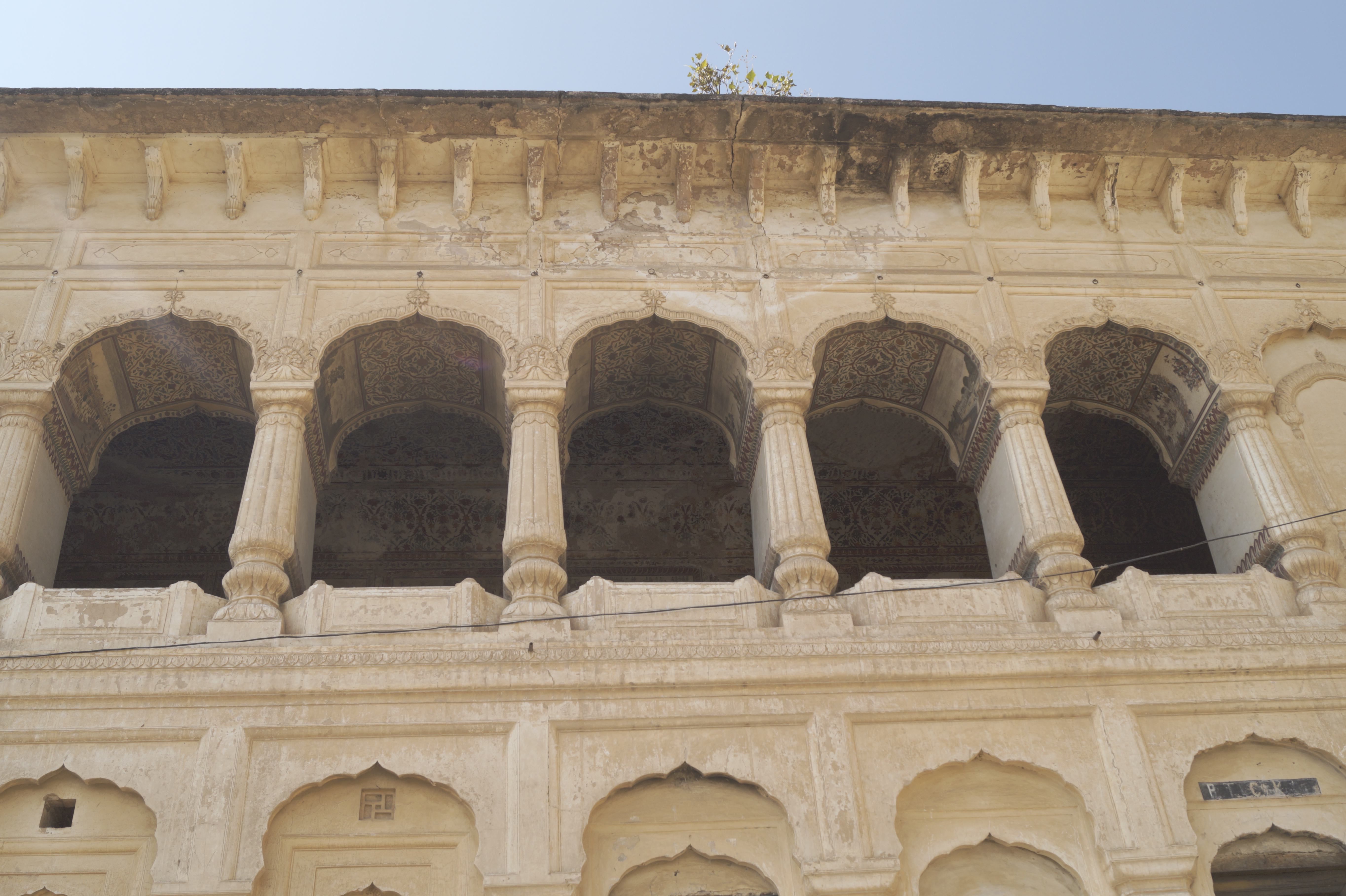
Particolare del loggiato esterno